# Гексафторостаннат(IV) натрия
Гексафторостаннат(IV) натрия — неорганическое соединение,
соль натрия и гексафторооловянной кислоты
с формулой Na2[SnF6],
бесцветные кристаллы,
растворяется в воде.

## Получение
- Растворение станната натрия в плавиковой кислоте:

{\displaystyle {\mathsf {Na_{2}SnO_{3}+6HF\ {\xrightarrow {}}\ Na_{2}[SnF_{6}]+3H_{2}O}}}

## Физические свойства
Гексафторостаннат(IV) натрия образует бесцветные кристаллы
тетрагональной сингонии,
пространственная группа P 42/mnm,
параметры ячейки a = 0,50541 нм, c = 1,0112 нм, Z = 2.
Растворяется в воде.
При температуре 560 °С происходит фазовый переход.

## Химические свойства
- Гидролизуется перегретым па́ром[2]:

{\displaystyle {\mathsf {Na_{2}[SnF_{6}]+2H_{2}O\ {\xrightarrow {200-600^{o}C,1kbar}}\ SnO_{2}+4HF+2NaF}}}